# 晋南专区
晋南专区，山西省已撤销的专区。
1954年由运城、临汾二专区合置。在今山西省南部。辖临汾、曲沃、吉县、乡宁、安泽、大宁、永和、蒲县、汾西、隰县、霍县、浮山、翼城、石楼、洪赵、襄汾、安邑、河津、稷山、新绛、闻喜、夏县、平陆、永济、芮城、垣曲、绛县、万荣、解虞、临猗等县及运城镇。专员公署驻临汾县（今市）。同年，撤临晋、荣河、猗氏、万泉、解县、虞乡、洪洞、赵城、襄陵、汾城等县，新设临猗、万荣、解虞、洪赵、襄汾五县。1955年撤销运城镇。
1958年撤销襄汾、新绛、曲沃、绛县、蒲县、隰县、永和、石楼、吉县、浮山、霍县、汾西、大宁、洪赵、河津、安邑、解虞、临猗、永济、夏县、万荣等县；新设运城、吕梁、洪洞三县及侯马市。1959年恢复临猗、浮山、万荣、霍汾、蒲县、石楼等县。1961年恢复夏县、吉县、永济、绛县、襄汾、霍县、汾西，大宁、永和、隰县等县，撤霍汾、吕梁二县。1962年恢复新绛、河津二县。1963年撤销侯马市，恢复曲沃县。1967年改置晋南地区。 1970年专区改地区，晋南地区又按原建制划分为临汾、运城两地区。